# Pierre Baudouin-Bugnet
Pour les articles homonymes, voir Baudouin et Bugnet.
Pierre Jean Gustave  Baudouin-Bugnet est un homme politique français né le 6 août 1889 à Bolandoz (Doubs) et décédé le 21 juillet 1956 à Paris.

## Biographie
Après avoir obtenu une licence en droit, une licence ès lettres et un diplôme de l’École des Sciences politiques, Pierre Baudouin-Bugnet, devient avocat et s'inscrit au barreau de Paris.
Mobilisé durant la guerre de 1914-1918, il est décoré de la Légion d'honneur et de la Croix de guerre. 
Après l'armistice de 1918, il reprend sa profession d'avocat et s'engage en politique et devient, en 1922, conseiller général du Doubs dans le canton d'Amancey.
Membre de l'Alliance démocratique, il est élu député en 1928 et rejoint l'un des groupes du centre-droit, l'Action démocratique et sociale. Il s'en détache en 1932 et siège pendant 4 ans, après sa réélection, au sein des non-inscrits. Enfin, en 1936, Pierre Baudouin-Bugnet se rapproche de la mouvance radicale indépendante en s'inscrivant au groupe de la GDRI (Gauche démocratique et radicale indépendante).
Le 10 juillet 1940, il vote en faveur de la remise des pleins pouvoirs au Maréchal Pétain. Cet acte scelle la fin de sa carrière parlementaire.

## Sources
- « Pierre Baudouin-Bugnet », dans le Dictionnaire des parlementaires français (1889-1940), sous la direction de Jean Jolly, PUF, 1960 [détail de l’édition]